# John Skelton
John Skelton, född omkring 1460, död 21 juni 1529 i London, var en engelsk poet under Tudortiden. 
John Skelton skrev satiriska verser med både politiskt och religiöst innehåll och utnämndes så småningom till Poet Laureate av Henrik VIII. Under 1600-talet sjönk hans anseende snabbt men på 1900-talet fick han återupprättelse som en betydande poet.

### Webbkällor
- Encyclopædia Britannica